# Dyskografia Aleksa Christensena
Dyskografia Aleksa Christensena – niemieckiego muzyka – obejmuje album studyjny, live miks, dziesięć singli i teledysków.

## Albumy studyjne
| Rok  | Dane dot. albumu                                                                                                 | Najwyższe pozycje na listach | Najwyższe pozycje na listach | Najwyższe pozycje na listach | Certyfikat                  |
| Rok  | Dane dot. albumu                                                                                                 | GER                          | AUT                          | POL                          | Certyfikat                  |
| ---- | --- | ---------------------------- | ---------------------------- | ---------------------------- | --------------------------- |
| 2008 | Euphorie - Wydany: 5 lutego 2008 - Wytwórnia: King Size Records - Format: CD, digital download - Featuring: Yass | 20                           | 19                           | 27                           | - ROS: platyna - POL: złoto |

## Live miksy
| Rok  | Dane dot. albumu                                                             |
| ---- | ---------------------------------------------------------------------------- |
| 1995 | In the Mix - Wydany: 1995 - Wytwórnia: Warner Special Marketing - Format: CD |

## Single
| 2002                           | „Rhythm of the Night” (feat. Yasmin K.)              | 28 | 28 | 81 | –  | –  |              |          |
| 2002                           | „Amigos Forever” (feat. Yasmin K.)                   | 35 | –  | 86 | –  | –  |              |          |
| 2003                           | „Angel of Darkness” (feat. Yasmin K.)                | 21 | 39 | –  | –  | –  |              |          |
| 2007                           | „Du hast den schönsten Arsch der Welt” (feat. Y-ass) | 1  | 1  | 50 | 27 | 38 | - GER: złoto | Euphorie |
| 2008                           | „Doktorspiele” (feat. Yass)                          | 4  | 3  | –  | –  | –  |              | Euphorie |
| 2008                           | „Du bist so Porno” (feat. Yass)                      | 21 | 12 | –  | –  | –  |              | Euphorie |
| 2008                           | „Liebe zu dritt” (feat. Yass)                        | 28 | 29 | –  | –  | –  |              |          |
| 2009                           | „Dancing Is Like Heaven” (feat. Yass)                | 41 | 41 | –  | –  | 98 |              |          |
| 2012                           | „Love in the Morning (My Sex.O.S.)”                  | –  | –  | –  | –  | –  |              |          |
| 2012                           | „L’amour toujours” (feat. Yass vs. Ski)              | –  | 43 | 40 | –  | –  |              |          |
| 2013                           | „Feed Me Diamonds” (feat. Lisa Rowe)                 | –  | 60 | –  | –  | –  |              |          |
| „–” pozycja nie była notowana. |                                                      |    |    |    |    |    |              |          |

## Współpraca muzyczna

### Jako Alex Christensen
| Rok  | Tytuł                                          | Artysta                          | Album                  | Uwagi                                                                                        |
| ---- | ---------------------------------------------- | -------------------------------- | ---------------------- | -------------------------------------------------------------------------------------------- |
| 1992 | „Together in Harmony”                          | Polyphonic                       | –                      | Tekst                                                                                        |
| 1992 | Dance of the Naked Angels                      | Polyphonic                       | –                      | Tekst                                                                                        |
| 1993 | „Happy People”                                 | Prince Ital Joe feat. Marky Mark | Life in the Streets    | Produkcja, kompozycja, organizacja                                                           |
| 1993 | „Ritmo de la noche”                            | Saragossa Band                   | –                      | Muzyka tekst                                                                                 |
| 1994 | „Life in The Streets (Intro)”                  | Prince Ital Joe feat. Marky Mark | Life in the Streets    | Produkcja, muzyka, słowa                                                                     |
| 1994 | „United”                                       | Prince Ital Joe feat. Marky Mark | Life in the Streets    | Produkcja, muzyka, słowa                                                                     |
| 1994 | „Rastaman Vibration”                           | Prince Ital Joe feat. Marky Mark | Life in the Streets    | Produkcja, muzyka                                                                            |
| 1994 | „To Be Important”                              | Prince Ital Joe feat. Marky Mark | Life in the Streets    | Produkcja, muzyka                                                                            |
| 1994 | „In Love”                                      | Prince Ital Joe feat. Marky Mark | Life in the Streets    | Produkcja, słowa                                                                             |
| 1994 | „Babylon”                                      | Prince Ital Joe feat. Marky Mark | Life in the Streets    | Produkcja, słowa                                                                             |
| 1994 | „Into the Light”                               | Prince Ital Joe feat. Marky Mark | Life in the Streets    | Produkcja, słowa                                                                             |
| 1994 | „In the 90's”                                  | Prince Ital Joe feat. Marky Mark | Life in the Streets    | Produkcja, muzyka                                                                            |
| 1994 | „Life in the Streets”                          | Prince Ital Joe feat. Marky Mark | Life in the Streets    | Produkcja, muzyka, słowa                                                                     |
| 1995 | „A Question of Honour”                         | Sarah Brightman                  | Fly                    | Współproducent                                                                               |
| 1996 | „Calling You (A Message from Love City)”       | Princessa                        | Calling You            | Producent, tekst                                                                             |
| 1996 | „Baila al ritmo”                               | Princessa                        | Calling You            | Producent, tekst                                                                             |
| 1996 | „The Night”                                    | Princessa                        | Calling You            | Producent                                                                                    |
| 1996 | „Rompete”                                      | Princessa                        | Calling You            | Producent                                                                                    |
| 1996 | Nieokreślone utwory                            | Princessa                        | Calling You            | Chórki                                                                                       |
| 1998 | „Darlin' ... I Think About You!”               | R'n'G                            | The Year of R’n’G      | Produkcja, muzyka, tekst                                                                     |
| 1998 | „Open Up Your Mind”                            | R'n'G                            | The Year of R’n’G      | Produkcja, muzyka, tekst                                                                     |
| 1998 | „187 Ways”                                     | R'n'G                            | The Year of R’n’G      | Produkcja, muzyka, tekst                                                                     |
| 1998 | „Never Had a Dream Come Tru”                   | R'n'G                            | The Year of R’n’G      | Produkcja, muzyka, tekst                                                                     |
| 1998 | „Just When You Think (Tell Me What I Can Do)”  | R'n'G                            | The Year of R’n’G      | Produkcja, muzyka, tekst                                                                     |
| 1998 | „Here Comes the Sun”                           | R'n'G                            | The Year of R’n’G      | Produkcja, muzyka, tekst                                                                     |
| 1998 | „Can't U Ce?”                                  | R'n'G                            | The Year of R’n’G      | Produkcja, muzyka, tekst                                                                     |
| 1998 | „Can't Talk About It”                          | R'n'G                            | The Year of R’n’G      | Produkcja, muzyka, tekst                                                                     |
| 1998 | „Rhythm of My Heart”                           | R'n'G                            | The Year of R’n’G      | Produkcja, muzyka, tekst                                                                     |
| 1998 | „Everybody Needs Somebody”                     | R'n'G                            | The Year of R’n’G      | Produkcja, muzyka, tekst                                                                     |
| 1998 | „I Gave You Love”                              | R'n'G                            | The Year of R’n’G      | Produkcja, muzyka, tekst                                                                     |
| 1998 | „I Love Your Smile”                            | R'n'G                            | –                      | Produkcja, miksowanie                                                                        |
| 2000 | „Introducing ATC”                              | ATC                              | Planet Pop             | Produkcja, muzyka, tekst, nagrywanie wokali                                                  |
| 2000 | „Around the World (La La La La La)”            | ATC                              | Planet Pop             | Produkcja, część tekstu, nagrywanie wokali                                                   |
| 2000 | „My Heart Beats Like a Drum (Dam Dam Dam)”     | ATC                              | Planet Pop             | Produkcja, muzyka, tekst, nagrywanie wokali, miksowanie                                      |
| 2000 | „Thinking of You”                              | ATC                              | Planet Pop             | Produkcja, nagrywanie wokali                                                                 |
| 2000 | „Until”                                        | ATC                              | Planet Pop             | Produkcja, nagrywanie wokali                                                                 |
| 2000 | „Mistake No. 2”                                | ATC                              | Planet Pop             | Produkcja, nagrywanie wokali                                                                 |
| 2000 | „Why Oh Why”                                   | ATC                              | Planet Pop             | Produkcja, nagrywanie wokali                                                                 |
| 2000 | „Without Your Love”                            | ATC                              | Planet Pop             | Produkcja, muzyka, tekst, nagrywanie wokali                                                  |
| 2000 | „So Magical”                                   | ATC                              | Planet Pop             | Produkcja, nagrywanie wokali                                                                 |
| 2000 | „Notte d’amore con te”                         | ATC                              | Planet Pop             | Produkcja, muzyka, nagrywanie wokali                                                         |
| 2000 | „Mind Machine”                                 | ATC                              | Planet Pop             | Produkcja, muzyka, tekst, nagrywanie wokali                                                  |
| 2000 | „Let Me Come & Let Me Go”                      | ATC                              | Planet Pop             | Produkcja, nagrywanie wokali                                                                 |
| 2000 | „Lonely”                                       | ATC                              | Planet Pop             | Produkcja, nagrywanie wokali                                                                 |
| 2000 | „Lonesome Suite”                               | ATC                              | Planet Pop             | Produkcja, muzyka, nagrywanie wokali                                                         |
| 2000 | „Love Is Blind”                                | ATC                              | Planet Pop             | Produkcja, nagrywanie wokali                                                                 |
| 2000 | „With You”                                     | ATC                              | Planet Pop             | Produkcja, keyboardy, nagrywanie wokali                                                      |
| 2000 | „Heartbeat Outro”                              | ATC                              | Planet Pop             | Produkcja, muzyka, tekst, nagrywanie wokali                                                  |
| 2001 | „You’re My Mate”                               | Right Said Fred                  | Fredhead               | Produkcja                                                                                    |
| 2001 | „MoJive”                                       | Right Said Fred                  | Fredhead               | Produkcja                                                                                    |
| 2001 | „Angel Dust”                                   | Right Said Fred                  | Fredhead               | Produkcja                                                                                    |
| 2001 | „Funk You”                                     | Right Said Fred                  | Fredhead               | Produkcja, keyboardy                                                                         |
| 2001 | „I Know What Love Is”                          | Right Said Fred                  | Fredhead               | Produkcja                                                                                    |
| 2001 | „Lap Dance Junkie”                             | Right Said Fred                  | Fredhead               | Produkcja                                                                                    |
| 2001 | „Lovers.Com”                                   | Right Said Fred                  | Fredhead               | Produkcja, keyboardy, projekt dźwięku                                                        |
| 2001 | „Bring Your Smile”                             | Right Said Fred                  | Fredhead               | Produkcja                                                                                    |
| 2001 | „Like a Woman”                                 | Right Said Fred                  | Fredhead               | Produkcja                                                                                    |
| 2001 | „Jamaica Jerk”                                 | Right Said Fred                  | Fredhead               | Produkcja                                                                                    |
| 2001 | „The Sun Changes Everthing”                    | Right Said Fred                  | Fredhead               | Produkcja                                                                                    |
| 2001 | „Insatiable You”                               | Right Said Fred                  | Fredhead               | Produkcja                                                                                    |
| 2001 | „Love Song”                                    | Right Said Fred                  | Fredhead               | Produkcja, keyboardy, projekt dźwięku                                                        |
| 2001 | „I'm Too Sexy”                                 | Right Said Fred                  | Fredhead               | Produkcja, keyboardy, projekt dźwięku                                                        |
| 2001 | „Don't Talk Just Kiss”                         | Right Said Fred                  | Fredhead               | Produkcja, keyboardy, projekt dźwięku                                                        |
| 2002 | „Stand Up (For the Champions)”                 | Right Said Fred                  | Stand Up               | Produkcja, miksowanie, główna i dodatkowa gra na keyboardach, edycja wokali, projekt dźwięku |
| 2002 | „Bombay Moon”                                  | Right Said Fred                  | Stand Up               | Produkcja, miksowanie, gra na keyboardach, projekt dźwięku                                   |
| 2002 | „I Love You But I Don't Like You”              | Right Said Fred                  | Stand Up               | Produkcja, miksowanie, główna i dodatkowa gra na keyboardach, projekt dźwięku                |
| 2002 | „Something in Your Eyes”                       | Right Said Fred                  | Stand Up               | Produkcja, gra na keyboardach, projekt dźwięku                                               |
| 2002 | „Jesus Is a Clubber”                           | Right Said Fred                  | Stand Up               | Produkcja, miksowanie, gra na keyboardach, projekt dźwięku                                   |
| 2002 | „Summertime Fools”                             | Right Said Fred                  | Stand Up               | Produkcja, gra na keyboardach, projekt dźwięku, inżynieria                                   |
| 2002 | „Popsong”                                      | Right Said Fred                  | Stand Up               | Produkcja, miksowanie, gra na keyboardach, projekt dźwięku                                   |
| 2002 | „Under a Simpsons' Sky”                        | Right Said Fred                  | Stand Up               | Produkcja, gra na keyboardach, projekt dźwięku                                               |
| 2002 | „Fräulein Wunderbar”                           | Right Said Fred                  | Stand Up               | Produkcja, miksowanie, gra na keyboardach, projekt dźwięku                                   |
| 2002 | „Jubilee”                                      | Right Said Fred                  | Stand Up               | Produkcja, gra na keyboardach, projekt dźwięku                                               |
| 2002 | „Night Night”                                  | Right Said Fred                  | Stand Up               | Produkcja, gra na keyboardach, projekt dźwięku                                               |
| 2003 | „New York City”                                | A Touch of Class                 | Touch the Sky          | Produkcja, muzyka, tekst, gra na keyboardach                                                 |
| 2003 | „Why (Does Your Heart Hurt So Much)”           | Natasha Thomas                   | –                      | Produkcja, gra na keyboardach, organizacja                                                   |
| 2003 | „Shine”                                        | Natasha Thomas                   | –                      | Produkcja, gra na keyboardach, tekst, organizacja                                            |
| 2003 | „You’re My Angel”                              | B3                               | N.Y.B3                 | Produkcja, tekst, instrumenty klawiszowe                                                     |
| 2003 | „So in Love with You”                          | B3                               | N.Y.B3                 | Produkcja                                                                                    |
| 2004 | „Introducing Natasha / Loving You Is Not Easy” | Natasha Thomas                   | Save Your Kisses       | Miksowanie, produkcja, tekst                                                                 |
| 2004 | „Save Your Kisses for Me”                      | Natasha Thomas                   | Save Your Kisses       | Miksowanie, produkcja, tekst                                                                 |
| 2004 | „Young Hearts”                                 | Natasha Thomas                   | Save Your Kisses       | Miksowanie, produkcja                                                                        |
| 2004 | „Why (Does Your Heart Hurt So Much)”           | Natasha Thomas                   | Save Your Kisses       | Miksowanie, produkcja                                                                        |
| 2004 | „More and More”                                | Natasha Thomas                   | Save Your Kisses       | Miksowanie, produkcja, tekst                                                                 |
| 2004 | „Sunshine After Rain”                          | Natasha Thomas                   | Save Your Kisses       | Miksowanie, produkcja, tekst                                                                 |
| 2004 | „It's Over Now”                                | Natasha Thomas                   | Save Your Kisses       | produkcja, tekst                                                                             |
| 2004 | „Suddenly”                                     | Natasha Thomas                   | Save Your Kisses       | Miksowanie, produkcja, tekst                                                                 |
| 2004 | „I'm Just a Little Bit Shy”                    | Natasha Thomas                   | Save Your Kisses       | Miksowanie, produkcja, tekst                                                                 |
| 2004 | „Hold Me Closer”                               | Natasha Thomas                   | Save Your Kisses       | Miksowanie, produkcja, tekst                                                                 |
| 2004 | „Let Me Show You (The Way)”                    | Natasha Thomas                   | –                      | Gra na instrumentach, produkcja, muzyka, tekst                                               |
| 2004 | „Ballerina”                                    | B3                               | Living for the Weekend | Gra na instrumentach, produkcja, tekst                                                       |
| 2005 | „Radio Heartbeat”                              | R'n'G                            | Generations            | Produkcja, muzyka, tekst, instrumenty                                                        |
| 2006 | „Ochie Walla”                                  | R'n'G                            | Generations            | Produkcja, muzyka, tekst                                                                     |
| 2007 | „Learn to Love You”                            | Lisa Bund                        | Born Again             | Produkcja, tekst                                                                             |
| 2007 | „What Goes up”                                 | Lisa Bund                        | Born Again             | Produkcja, tekst                                                                             |
| 2007 | „Born Again”                                   | Lisa Bund                        | Born Again             | Produkcja, tekst                                                                             |
| 2007 | „I Turn to You”                                | Lisa Bund                        | Born Again             | Produkcja, tekst                                                                             |
| 2007 | „Care for You”                                 | Lisa Bund                        | Born Again             | Produkcja, tekst                                                                             |
| 2007 | „Flugzeuge im Bauch”                           | Lisa Bund                        | Born Again             | Produkcja                                                                                    |
| 2008 | „Football Is Our Religion”                     | Rednex                           | –                      | Produkcja, tekst, teledysk                                                                   |
| 2009 | „Honestly”                                     | Daniel Schuhmacher               | Nothing to Lose        | Produkcja, kompozycja, tekst                                                                 |

### Jako Alex S.
| Rok  | Tytuł                     | Artysta | Album | Uwagi |
| ---- | ------------------------- | ------- | ----- | ----- |
| 1993 | „Say Dance! (Go Extreme)” | Panel 4 | –     | Wokal |

## Teledyski
| Rok  | Tytuł                                  | Reżyser          |
| ---- | -------------------------------------- | ---------------- |
| 2002 | „Rhythm of the Night”                  | Patric Ullaeus   |
| 2002 | „Amigos Forever”                       | Patric Ullaeus   |
| 2003 | „Angel of Darkness”                    | Nikolaj Georgiew |
| 2007 | „Du hast den schönsten Arsch der Welt” | Nikolaj Georgiew |
| 2008 | „Doktorspiele”                         | Nikolaj Georgiew |
| 2008 | „Du bist so Porno”                     | Nikolaj Georgiew |
| 2008 | „Liebe zu dritt”                       | Nikolaj Georgiew |
| 2009 | „Dancing Is Like Heaven”               | Nikolaj Georgiew |
| 2012 | „Love in the Morning (My Sex.O.S.)”    | –                |
| 2012 | „L’amour toujours”                     | Ole Schell       |
| 2013 | „Feed Me Diamonds”                     | –                |